# Phyllonorycter kautziella
Phyllonorycter kautziella is een vlinder uit de familie mineermotten (Gracillariidae). De wetenschappelijke naam is voor het eerst geldig gepubliceerd in 1938 door Hartig.
De soort komt voor in Europa.